# 3-メチルサリチル酸
3-メチルサリチル酸は、化学式が CH3C6H3(CO2H)(OH) で表される有機化合物で、塩基性水溶液と極性有機溶媒に溶ける白い固体である。中性pHでは、3-メチルサリチル酸イオンとして存在し、官能基にはカルボン酸とフェノールが含まれている。メチルサリチル酸の異性体の1つである。

## 合成
クレゾール酸ナトリウムのカルボキシル化によって合成する。
CH
3C
6H
4ONa  +  CO
2   →   CH
3C
6H
3(CO
2Na)OH